# 哈姆貝利灣
62°26′40″S 59°43′57″W / 62.44444°S 59.73250°W

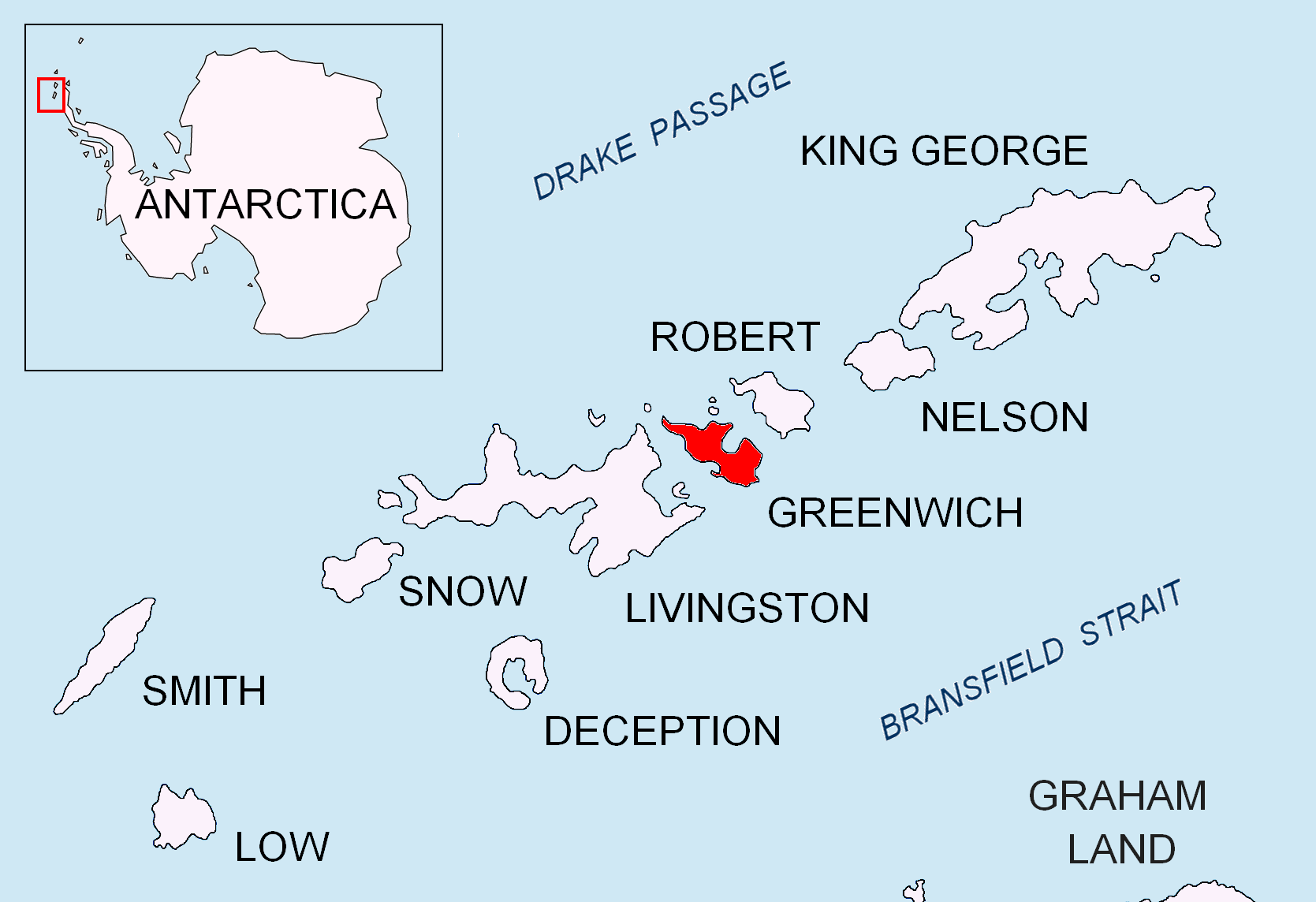

哈姆貝利灣（Jambelí Cove），是南極洲的海灣，位於南設得蘭群島的格林尼治島北岸，入口處在斯帕克角和奧里恩角之間，長0.14公里、寬0.62公里，現時由南極條約體系管理。